# Rossiya Segodnya
Rossiya Segodnya é uma agência de notícias internacional, de origem russa, criada por decreto do presidencial, em 9 de Dezembro de 2013.
Rossiya Segodnya traduz diretamente do russo para o inglês, tal  como Russia Today, mas não deve ser confundida com a rede de TV RT, que era conhecido como "antes de 2009. Russia Today No entanto, a estação é por vezes referido como Russia Today ou o New Russia Today na mídia estrangeira
Rossiya Segodnya incorpora o antigo RIA Novosti serviço de notícias eo serviço de rádio internacional Voz da Rússia (anteriormente Radio Moscow). De acordo com o Decreto do Presidente da Rússia, o mandato da nova agência é "fornecer informações sobre a política de Estado russo e vida russa e da sociedade para o público no exterior.chefe de gabinete de Putin", Sergei Ivanov, disse que estava sendo criado, a fim de aumentar a eficiência de custos em meios de comunicação estatais russos. No entanto, o relatório Rossiya Segodnya' da RIA Novosti sobre a movimento especulado que era uma tentativa de consolidar o controle sobre a mídia disse, e agências de notícias ocidentais afirmaram que esta era também uma jogada de Putin para propagar uma imagem mais agradável da Rússia no estrangeiro.
De acordo com um relatório sobre o canal de notícias RT, Rossiya Segodnya é "de forma alguma relacionado" para o canal de notícias RT apesar da semelhança no nome (RT era conhecido como Russia Today antes de sua rebranding em 2009). No entanto, um relatório da BBC afirma que "parece provável [...] que [Rossiya Segodnya] irá complementar o trabalho da declaração. financiado estação de televisão de língua estrangeira, RT." Em 31 de Dezembro de 2013, Margarita Simonyan foi nomeado editor-chefe da agência de notícias, bem como sendo RT de editor-chefe do canal de notícias. Ela vai servir em ambas as posições simultaneamente.
Em 10 de Novembro de 2014, a agência lançou o  Sputnik  plataforma multimídia com  Radio Sputnik  como o seu componente de áudio, substituindo o Voz da Rússia. O serviço de rádio está disponível internacionalmente em FM, DAB digitais/DAB+ (Radio Digital Broadcasting), HD-Rádio, bem como telefones celulares e da Internet. Dentro da própria Rússia, Rossiya Segodnya continua a usar a marca RIA Novosti como sua agência de notícias em língua russa usando o website ria.ru.

## Controvérsia

### As denúncias de homofobia
Este organisatation será dirigido pelo Dmitry Kiselyov, a pró-Putin Notícias de apresentador no mercado interno Rossiya 1 canal de televisão, que tinha ganhado controvérsia significativa no meios de comunicação ocidentais com seu discurso afirmando estrangeira conspirações. contra a Rússia e abusar verbalmente de homossexuais.
Dmitry descrita como a "ponta de lança" de tal anti-LGBTQ propaganda na rede, fazer vários comentários provocativos sobre a comunidade LGBT russa. Ele afirmou que os órgãos de uma pessoa gay são indignos de serem transplantadas heterossexual, e que os gays devem ser proibidos de doar sangue ou esperma. A comunidade LGBT russa também tem sido referido por Dmitry como uma "minoria agressiva" em oposição a "pais que lutam para dar aos seus filhos uma educação saudável", afirmando estatísticas falsificados que "40% das crianças criadas por homossexuais têm doenças venéreas".